# Tough Enough (WWE)
Tough Enough è un reality show statunitense prodotto dalla WWE e trasmesso negli Stati Uniti d'America dall'emittente USA Network dal 2001 al 2015.
Il programma è incentrato sulla vita degli atleti che vogliono iniziare una carriera nel mondo del wrestling professionistico. Il vincitore, infatti, guadagna la possibilità di firmare un contratto a tempo pieno con la WWE.
Le prime tre edizioni del reality sono andate in onda su MTV, mentre la quarta è stata trasmessa da UPN ed integrata con le puntate settimanali di SmackDown!; a partire dalla quinta stagione il programma è invece passato all'emittente USA Network. La sesta stagione, svoltasi nell'estate del 2015, è sbarcata per la prima volta anche in Italia, su Cielo, con il commento di Luca Franchini e Michele Posa.

## Stagioni

### Prima stagione (2001)
Presentatore: Steve Austin
Allenatori: Al Snow, Jacqueline, Tazz, Tori
Partecipanti:
| Concorrente        | Posizione | Note                                        |
| ------------------ | --------- | ------------------------------------------- |
| Maven Huffman      | Vincitore | Sotto contratto con la WWE dal 2002 al 2005 |
| Nidia Guenard      | Vincitore | Sotto contratto con la WWE dal 2002 al 2004 |
| Chris Nowinski     | 2ª        |                                             |
| Josh Lomberger     | 2ª        | Sotto contratto con la WWE dal 2002 al 2014 |
| Taylor Matheny     | 2ª        |                                             |
| Chris Nifong       | 3ª        |                                             |
| Greg Whitmoyer     | 4ª        |                                             |
| Paulina Thomas     | 5ª        |                                             |
| Shadrick McGee     | 6ª        |                                             |
| Darryl Cross       | 7ª        |                                             |
| Bobbie Jo Anderson | 8ª        |                                             |
| Victoria Tabor     | 8ª        |                                             |
| Jason Dayberry     | 9ª        |                                             |

### Seconda stagione (2002)
Presentatore: Steve Austin
Allenatori: Al Snow, Hardcore Holly, Ivory, Tazz
Partecipanti:
| Concorrente     | Posizione | Note                                        |
| --------------- | --------- | ------------------------------------------- |
| Jackie Gayda    | Vincitore | Sotto contratto con la WWE dal 2002 al 2005 |
| Linda Miles     | Vincitore | Sotto contratto con la WWE dal 2002 al 2004 |
| Jake Darren     | 2ª        |                                             |
| Kenny Ward      | 2ª        |                                             |
| Anni King       | 3ª        |                                             |
| Pete Tornatore  | 4ª        |                                             |
| Hawk Younkins   | 5ª        |                                             |
| Jessie Ward     | 6ª        |                                             |
| Alicia Martin   | 7ª        |                                             |
| Matthew Morgan  | 8ª        | Sotto contratto con la WWE dal 2002 al 2005 |
| Danny Carney    | 9ª        |                                             |
| Robert Savhalet | 10ª       |                                             |
| Aaron Lewis     | 11ª       |                                             |

### Terza stagione (2003)
Presentatore: Steve Austin
Allenatori: Al Snow, Bill DeMott, Ivory
Partecipanti:
| Concorrente     | Posizione | Note                                                           |
| --------------- | --------- | -------------------------------------------------------------- |
| John Hennigan   | Vincitore | Sotto contratto con la WWE dal 2004 al 2011 e dal 2019 al 2021 |
| Matt Cappotelli | Vincitore | Sotto contratto con la WWE dal 2004 al 2005                    |
| Eric Markovcy   | 2ª        |                                                                |
| Jamie Burk      | 2ª        |                                                                |
| Jonah Adelman   | 2ª        |                                                                |
| Justin          | 3ª        |                                                                |
| Kelly           | 4ª        |                                                                |
| Scott           | 5ª        |                                                                |
| Nick            | 6ª        |                                                                |
| Rebekah         | 7ª        |                                                                |
| Chad            | 8ª        |                                                                |
| Lisa            | 9ª        |                                                                |
| Jill            | 10ª       |                                                                |

### Quarta stagione (2004)
Questa edizione di Tough Enough aveva una durata ridotta e veniva integrata alle puntate settimanali di SmackDown!.
Allenatore: Al Snow
Partecipanti:
| Concorrente    | Posizione | Note                                        |
| -------------- | --------- | ------------------------------------------- |
| Daniel Puder   | Vincitore | Sotto contratto con la WWE dal 2004 al 2005 |
| Mike Mizanin   | 2ª        | Sotto contratto con la WWE dal 2006         |
| Chris Nawrocki | 3ª        |                                             |
| Daniel Rodimer | 3ª        | Sotto contratto con la WWE dal 2006 al 2007 |
| Justice Smith  | 3ª        |                                             |
| Nick Mitchell  | 3ª        | Sotto contratto con la WWE dal 2006 al 2007 |
| Ryan Reeves    | 3ª        | Sotto contratto con la WWE dal 2010 al 2016 |

### Quinta stagione (2011)
Presentatore: Steve Austin
Allenatori: Bill DeMott, Booker T, Trish Stratus
Partecipanti:
| Concorrente        | Posizione | Note                                        |
| ------------------ | --------- | ------------------------------------------- |
| Andy Leavine       | Vincitore |                                             |
| Luke Robinson      | 2ª        |                                             |
| Jeremiah Riggs     | 3ª        |                                             |
| A.J. Kirsch        | 4ª        |                                             |
| Christina Crawford | 5ª        | Sotto contratto con la WWE dal 2011 al 2012 |
| Martin Casaus      | 6ª        |                                             |
| Ivelisse Velez     | 7ª        | Sotto contratto con la WWE dal 2011 al 2012 |
| Eric Watts         | 8ª        |                                             |
| Ryan Howe          | 9ª        |                                             |
| Rima Fakih         | 10ª       |                                             |
| Mickael Zaki       | 11ª       |                                             |
| Michelle Deighton  | 12ª       |                                             |
| Matt Capiccioni    | 13ª       |                                             |
| Ariane Andrew      | 14ª       | Sotto contratto con la WWE dal 2012 al 2016 |

### Sesta stagione (2015)
Presentatore: Chris Jericho
Allenatori: Billy Gunn, Booker T, Lita
Partecipanti:
| Concorrente       | Posizione | Note                                                   |
| ----------------- | --------- | ------------------------------------------------------ |
| Joshua Bredl      | Vincitore |                                                        |
| Sara Lee          | Vincitore |                                                        |
| Amanda Saccomanno | 2ª        | Sotto contratto con la WWE dal 2016 al 2022            |
| Zamariah Loupe    | 3ª        |                                                        |
| Tanner Saraceno   | 4ª        |                                                        |
| Giorgia Piscina   | 5ª        |                                                        |
| Chelsea Green     | 6ª        | Sotto contratto con la WWE dal 2018 al 2021 e dal 2023 |
| Mada Abdelhamid   | 7ª        |                                                        |
| Patrick Clark     | 8ª        | Sotto contratto con la WWE dal 2016 al 2021            |
| Gabi Castrovinci  | 9ª        |                                                        |
| Daria Berenato    | 10ª       | Sotto contratto con la WWE dal 2016                    |
| Diana Dahlgren    | 11ª       |                                                        |
| Alex Frekey       | 12ª       |                                                        |
| Hank Avery        | 13ª       |                                                        |